# Mosdós
Mosdós is een plaats (község) en gemeente in het Hongaarse comitaat Somogy. Mosdós telt 1110 inwoners (2001).